# Тарковский, Арсений Александрович
Арсе́ний Алекса́ндрович Тарко́вский (25 июня 1907, Елисаветград, Херсонская губерния — 27 мая 1989, Москва) — русский советский поэт и переводчик. Лауреат Государственной премии СССР (1989 — посмертно), Государственной премии Туркменской ССР (1971) и Государственной премии Каракалпакской АССР (1967). Участник Великой Отечественной войны.
Сын поэта, писателя, журналиста и общественного деятеля Александра Тарковского (1862—1924); отец режиссёра театра и кино, сценариста, народного артиста РСФСР Андрея Тарковского (1932—1986).

## Биография

### Детство и юность (1907—1923)
Арсений Александрович Тарковский родился 12 (25) июня 1907 года в Елисаветграде, в то время уездном городе Херсонской губернии (ныне город Кропивницкий, Украина).
По словам дочери поэта и составительницы родословной Марины Тарковской, Тарковские происходят из польского шляхетского рода: имеется грамота начала XIX века, по которой прослеживается польская генеалогия; некий Вацлав Тарковский переехал в Российскую империю в конце XVIII века; род Тарковских жил в Западной Украине, потом в Житомирской губернии, потом в Елисаветграде. Также есть версия о том, что Тарковские происходят от дагестанского княжеского рода Тарковских, которую Марина Тарковская называет байкой, не имеющей документальных подтверждений.
Его отец, Александр Карлович Тарковский (1862—1924), работал служащим Елисаветградского общественного банка. За участие в 1880-х гг. в организации народнического кружка Александр Карлович находился под гласным надзором полиции. Три года он провёл в тюрьмах Воронежа, Елисаветграда, Одессы и Москвы, был выслан на пять лет в Восточную Сибирь. В ссылке занялся журналистикой, сотрудничая с иркутскими газетами. По возвращении в Елисаветград писал для одесских и елисаветградских газет. После смерти первой жены он женился на Марии Даниловне Рачковской — румынке родом из Ясс (ныне город в Румынии). От этого брака родились двое сыновей: Валерий, погибший в бою против атамана Григорьева в мае 1919 года, и младший сын Арсений.
Александр Карлович был воспитанником драматурга и актёра Ивана Карповича Тобилевича (Карпенко-Карого), одного из основателей украинского национального театра. В семье преклонялись перед литературой и театром, писали стихи и пьесы для чтения в домашнем кругу. Сам Александр Карлович помимо занятий журналистикой писал стихи, рассказы и переводил для себя Данте, Джакомо Леопарди, Виктора Гюго и других авторов. Был лично знаком с Лениным и Пилсудским.
Маленьким мальчиком Арсений Тарковский вместе с отцом и братом посещал поэтические вечера столичных знаменитостей — Игоря Северянина, Константина Бальмонта, Фёдора Сологуба.
В 1919 году был задержан вместе со старшим братом, бросившим бомбу в атаманшу Маруську Никифорову, и отпущен по её приказу.
В 1921 году, после гражданской войны на Украине и установления там советской власти, Арсений и его друзья, бредившие поэзией, опубликовали в газете акростих, первые буквы которого нелестно характеризовали главу советского правительства Ленина. Молодых людей арестовали и повезли в Николаев, который в те годы был административным центром области. Арсению Тарковскому удалось бежать с поезда по дороге. После этого он скитался по Украине и Крыму, перепробовал несколько профессий: был учеником сапожника, работал в рыболовецкой артели. По другим данным в 1925 году мирно закончил профтехшколу в Елисаветграде, после чего отправился в Москву.

### Переезд в Москву. Довоенные годы (1923—1941)
В 1923 году Арсений Александрович переехал в Москву к сестре по отцу (Леонилла Александровна Тарковская (в замуж. Балинова, затем — Шокотко; 1894—?) — дочь А. К.Тарковского от первого брака). В 1925 году поступил учиться на Высшие литературные курсы, возникшие на месте закрытого после смерти Валерия Брюсова созданного им Литературного института. При поступлении Тарковский познакомился с поэтом и теоретиком стиха Георгием Аркадьевичем Шенгели, который стал его учителем и старшим другом. Вместе с Тарковским на курсе учились Мария Петровых, Юлия Нейман, Даниил Андреев. В том же 1925 году на подготовительный курс поступила Мария Вишнякова, ставшая в феврале 1928 года женой Арсения Тарковского. С 1929 года в течение двух лет Тарковский получал ежемесячную стипендию Фонда помощи начинающим писателям при Государственном издательстве, которая помогала существовать молодой семье. В том же году из-за скандального происшествия — самоубийства одной из слушательниц — Высшие литературные курсы были закрыты, а слушатели, не успевшие их окончить, допущены к экзаменам при МГУ.
По словам самого поэта, стихи он начал писать «с горшка». Однако первые публикации Тарковского — четверостишие «Свеча» (сборник «Две зари», 1927) и стихотворение «Хлеб» (журнал «Прожектор», № 37, 1928) — состоялись уже во время обучения на Высших литературных курсах.
В 1924—1929 годах Тарковский был сотрудником газеты «Гудок», автором судебных очерков, стихотворных фельетонов и басен (один из его псевдонимов — Тарас Подкова).
В 1925 году на Высших литературных курсах познакомился с Марией Вишняковой, в 1928 году Тарковский и Вишнякова поженились, хотя их родители и были против этого брака. В 1932 году родился сын Андрей, ставший позднее известным кинорежиссёром, а в 1934 году – дочь Марина.
В 1931 году Тарковский работал на Всесоюзном радио старшим инструктором-консультантом по художественному радиовещанию, писал пьесы для радиопостановок. По заданию литературно-художественного отдела Всесоюзного радио он написал пьесу «Стекло». Чтобы познакомиться со стекольным производством, он ездил на стекольный завод под Нижним Новгородом. 3 января 1932 года пьеса «Стекло» (с участием актёра Осипа Наумовича Абдулова) была передана по Всесоюзному радио. Эта радиопьеса Тарковского подверглась резкой критике за «мистику» — в качестве литературного приёма Тарковский ввёл голос родоначальника русского стекла Михаила Ломоносова.
Примерно с 1933 года Тарковский начал заниматься художественным переводом. Георгий Шенгели, тогда сотрудник Отдела литературы народов СССР Государственного литературного издательства, привлёк его к переводческому делу наряду с такими поэтами, как Вера Звягинцева, Мария Петровых, Марк Тарловский, Аркадий Штейнберг. Работа над переводами национальных поэтов была связана с творческими командировками в Киргизию, в Крым и на Кавказ). Вместе с близким другом Аркадием Акимовичем Штейнбергом Тарковский переводил поэмы и стихи сербского поэта-эмигранта Радуле Марковича, писавшего под псевдонимом Стийенский.
В 1936 году Тарковский познакомился с Антониной Александровной Бохоновой, женой критика и литературоведа Владимира Тренина, соратника Маяковского и Давида Бурлюка. Летом 1937 года он оставил первую семью и соединил свою жизнь с Бохоновой.
Летом 1939 года Тарковский с Антониной Бохоновой и её дочерью Еленой Трениной по заданию Союза писателей СССР ездил в Чечено-Ингушскую АССР для работы над переводами местных поэтов. Они жили в Грозном и в посёлке Ведено.
Осенью 1939 года Тарковский поехал по издательским делам в Ленинград, где заболел дифтерией и оказался в инфекционной больнице «Боткинские бараки». Выйдя из больницы, он присутствовал на похоронах Л. Д. Менделеевой, жены А. А. Блока.
27 февраля 1940 года состоялось заседание Президиума Союза советских писателей, на котором поэт и переводчик Марк Тарловский рекомендовал Тарковского в союз, обратив внимание собрания на него как на мастера перевода, перечислив его работы — переводы киргизской поэзии, грузинских народных песен, трагедии Корнеля «Цинна», туркменского поэта Кемине. Так Тарковский был принят в союз писателей СССР.
В 1940 году он развёлся со своей первой женой Марией Вишняковой и оформил брак с Антониной Бохоновой. Осенью 1940 года он, вероятно, познакомился с Мариной Ивановной Цветаевой.

### Война (1941—1945)
Начало войны застало Тарковского в Москве. В августе 1941 года он проводил свою первую жену и детей, в том числе 9-летнего Андрея, в эвакуацию в город Юрьевец Ивановской области. Вторая жена и её дочь уехали в город Чистополь Татарской АССР, куда эвакуировали членов Союза писателей и их семьи. Оставшись в Москве, Тарковский прошёл вместе с московскими писателями военное обучение. Согласно заключению медкомиссии, мобилизации в действующую армию он не подлежал.
Тарковский принимал участие в поэтических встречах, которые организовывал Союз писателей для москвичей. В начале сентября 1941 года он узнал о трагической гибели Марины Цветаевой в Елабуге и отозвался на неё горестными стихами.
16 октября 1941 года, в день массовой эвакуации населения Москвы, Тарковский вместе с престарелой матерью покинул столицу. Они отправились в Казань, чтобы оттуда добраться в Чистополь.
В конце октября и ноябре 1941 года в Чистополе, где Тарковский жил тогда вместе с семьёй, он создал цикл «Чистопольская тетрадь», состоявший из семи стихотворений.
За два месяца пребывания в Чистополе он написал в Президиум Союза писателей около одиннадцати писем-заявлений с просьбой направить его на фронт. В декабре 1941 года его наконец  вызвали в Москву. Там он ждал направления в действующую армию и получил его накануне Нового года. 3 января 1942 года Приказом Народного Комиссариата Обороны № 0220 он был «зачислен на должность писателя армейской газеты» и с января 1942 по декабрь 1943 года работал военным корреспондентом газеты 16-й армии «Боевая тревога».
Для сбора информации Тарковский ходил, либо ездил на передовую через день. Его напарник Леонид Гончаров погиб при исполнении редакционного задания. Тарковскому не раз довелось участвовать в боевых действиях. 7 апреля 1943 он был награждён орденом Красной Звезды.
Как корреспонденту фронтовой газеты, ему приходилось работать в разных жанрах — на страницах «Боевой тревоги» печатались его стихи, воспевавшие подвиги солдат и офицеров, частушки, басни, высмеивавшие гитлеровцев. В те годы Тарковскому пригодился его опыт работы в газете «Гудок». Солдаты выреза́ли его стихи из газет и носили в нагрудном кармане вместе с документами и фотографиями близких, что можно назвать самой большой наградой для поэта. По предложению командующего фронтом генерала Баграмяна Тарковский при участии рядового Матвея Косенко написал песню «Гвардейская застольная» («Наш тост»). Вскоре на её основе Павлом Шубиным была создана песня «Волховская застольная», пользовавшаяся большой популярностью в армии (причём окончание песни несколько раз переделывалось различными авторами; в изначальной версии текста авторства Тарковского не было упоминания Сталина, а слова «Выпьем за Родину, выпьем за Сталина…» были добавлены гораздо позже). Несмотря на трудные условия военного быта и на повседневную работу в газете, Тарковский продолжал писать стихи и для себя, для будущего читателя — такие лирические шедевры, как «Белый день», «На полоски несжатого хлеба…», «Ночной дождь» и др.
В конце сентября 1943 года он получил кратковременный отпуск в качестве поощрения за боевой подвиг. По дороге с фронта в Москву Тарковский написал несколько стихотворений («Хорошо мне в теплушке…», «Четыре дня мне ехать до Москвы…» и др.). После долгой разлуки он увиделся со своими родными, к тому времени вернувшимися из эвакуации. 3 октября, в день рождения своей дочери Марины, Тарковский приезжал в Переделкино, где жила его первая семья.
13 декабря 1943 года под городом Городок Витебской области Тарковский был ранен в ногу разрывной пулей. В условиях полевого госпиталя у него развилась самая тяжёлая форма гангрены — газовая. Его жена, Антонина Бохонова, с помощью друзей получила пропуск в прифронтовую полосу и привезла раненого мужа в Москву, где в Институте хирургии профессор Вишневский произвёл ему шестую ампутацию. В то время, когда он находился в госпитале, его мать умерла от рака, так и не узнав о несчастье, постигшем сына. В 1944 году Тарковский вышел из госпиталя. Для него наступила новая жизнь, к которой он с трудом приспосабливался. За ним самоотверженно ухаживала его вторая жена, Антонина Бохонова, навещали друзья, его первая жена, Мария Ивановна, и дети.
В 1944 году Тарковский познакомился с переводчицей Татьяной Озерской, ставшей в 1951 году его третьей женой.

### «Молчание музы». Восточные переводы (1945—1962)
В 1945 году по направлению Союза писателей Арсений Тарковский ездил в творческую командировку в Тбилиси, где работал над переводами грузинских поэтов, в частности Симона Чиковани. Там он познакомился с местными писателями, актёрами.
В том же 1945 году Тарковский подготовил к изданию книгу стихов, которая получила одобрение на собрании секции поэтов в Союзе писателей. Несмотря на отрицательную рецензию критика Евгении Книпович, книга была подписана издательством в печать и дошла до стадии «чистых листов» и сигнального экземпляра. Но в силу политических «несоответствий» (в книге не было ни одного стихотворения, воспевавшего «вождя» — Сталина, и лишь одно — с упоминанием имени Ленина), после Постановления ЦК ВКП(б) «О журналах „Звезда“ и „Ленинград“» 1946 года печать книги была остановлена.
1946 год ознаменовался для Тарковского важнейшим событием его жизни — в доме Г. А. Шенгели он познакомился с Анной Андреевной Ахматовой, великой русской поэтессой. До момента знакомства они уже были связаны общей судьбой — постановление партии, направленное в основном против Ахматовой и Зощенко, жестоко ударило и по Тарковскому, лишив и его возможности печататься. Дружба поэтов продлилась до кончины Ахматовой.
1947 год был особенно трудным для Тарковского. Он тяжело переживал расставание со второй женой, Бохоновой, которая спасла ему жизнь, приехав за ним во фронтовой госпиталь, и которую он решил бросить. В 1946—1947 годах он проживал с Татьяной Озерской в Ашхабаде. Для Тарковского начались долгие годы «молчания». Чтобы существовать, приходилось заниматься поэтическим переводом, что для зрелого поэта с ярко выраженной творческой индивидуальностью было тяжким бременем. Однако в эти годы шла работа над переводами классика туркменской литературы Махтумкули и каракалпакской эпической поэмы Кырк кыз («Сорок девушек»), которые благодаря Тарковскому стали доступны для русскоязычного читателя.
В 1949 году, во время подготовки празднования семидесятилетия Сталина, члены ЦК ВКП(б) поручили Тарковскому выполнить переводы юношеских стихов Сталина. Однако Сталин не одобрил идеи издания своих стихов, и подстрочники переведённых стихов были отозваны обратно. Летом 1950 года поэт отправился в Азербайджан (Баку, Мардакяны, Алты-Агач); там он работал над переводом поэмы Расула Рзы «Ленин».
В конце 1950 года Тарковский расторг брак с Антониной Бохоновой и 26 января 1951 года официально женился на Татьяне Озерской, которая до того несколько лет сопровождала его в командировках в качестве секретаря (сама она утверждает, что свадьба состоялась в 1946 году). 22 марта 1951 года Антонина Бохонова умерла в результате тяжёлой болезни. На смерть её поэт отозвался стихами «Жизнь меня к похоронам…» и «Фонари».
Тарковский продолжал работать. Он ездил в творческие командировки, участвовал в декадах национальных литератур, встречался с поэтами и писателями, серьёзно занимался астрономией… И при этом не переставал писать для себя, в стол. Его рукописные тетради пополнялись новыми стихами. Особенно продуктивным был для поэта 1958 год, когда он написал около сорока стихотворений, в том числе «Оливы», «Вечерний, сизокрылый…», «Пускай меня простит Винсент Ван-Гог…» и другие.

### Первые сборники. Последние годы (1962—1989)
Трагические неудачи с публикацией первой книги надолго отбили у Тарковского желание предлагать свои стихи к изданию. Даже с наступлением хрущёвской «оттепели» он не хотел нарушать свой принцип. Жена поэта, Т. А. Озерская, и его друг Виктор Виткович, понимая, что в новых условиях книга Тарковского может быть издана, подготовили подборку стихов, которую поэт назвал «Перед снегом», и отнесли её в редакцию поэзии издательства «Советский писатель». Книга получила одобрительные отзывы М. Алигер и Е. Златовой.
В 1962 году, когда Арсению Александровичу было уже 55 лет, вышла его первая поэтическая книга «Перед снегом». В конце августа того же года его сын кинорежиссёр Андрей Тарковский получил Гран-при Венецианского международного кинофестиваля (за фильм "Иваново детство"). Таким образом, отец и сын дебютировали в одном году.
В 1960-е годы вышли ещё две книги Тарковского: в 1966 году — «Земле — земное», в 1969 — «Вестник». Тарковского стали приглашать с выступлениями на популярные в те годы вечера поэзии. В 1966—1967 годах он вёл поэтическую студию при Московском отделении Союза писателей. У него появилась возможность посетить в составе писательской делегации Францию и Англию (1966 и 1967 гг.). В Лондоне Тарковские встретились и познакомились с профессором Лондонского университета, знатоком русской литературы Питером Норманом и его женой Натальей Семёновной Франк, дочерью известного религиозного философа Семёна Франка, высланного по приказу Ленина из Советской России в 1922 году.
5 марта 1966 года умерла Анна Андреевна Ахматова; эта смерть явилась для Тарковского большим личным горем. 9 марта вместе с В. А. Кавериным Тарковский сопровождал гроб с телом Анны Андреевны в Ленинград, выступал на гражданской панихиде по ней. Памяти Анны Ахматовой поэт позже посвятил цикл стихотворений.
В 1971 году Тарковскому была присуждена Государственная премия Туркменской ССР им. Махтумкули. В 1974 год вышла первая книга избранных стихов Тарковского «Стихотворения» с предисловием Маргариты Алигер, в которую вошли произведения, написанные им с 1929 по 1971 год. В 1977 году, в связи с семидесятилетием Тарковского, советское правительство наградило его орденом Дружбы народов.
В 1978 году в Тбилиси в издательстве «Мерани» вышла книга Тарковского «Волшебные горы», в которую наряду с его оригинальными стихотворениями были включены его переводы грузинских поэтов.
5 октября 1979 года умерла Мария Ивановна Вишнякова, первая жена поэта, мать его детей, Андрея и Марины, женщина, с которой были связаны годы становления Тарковского как поэта и как личности, которая воспитала его детей в духе любви к отцу и к его поэзии. Арсений Александрович присутствовал на её похоронах на Востряковском кладбище.
В начале 1980-х гг. вышли три книги Тарковского: 1980 — «Зимний день» (изд. «Советский писатель»), 1982 — «Избранное» (изд. «Художественная литература»), 1983 — «Стихи разных лет» (изд. «Современник»). Самое значительное из этих изданий — книга «Избранное» (Стихотворения, поэмы, переводы) — наиболее полная книга поэта из числа вышедших при его жизни.
6 марта 1982 года уехал в Италию для работы над фильмом «Ностальгия» Андрей Арсеньевич Тарковский. 10 июля 1984 года на пресс-конференции в Милане Андрей заявил о своём невозвращении в Советский Союз. Это решение сына Тарковский принял, уважая его гражданскую позицию. Однако в письме к нему Арсений выразил своё убеждение в том, что русский художник должен жить и работать на родине, вместе со своим народом переносить все тяготы, выпавшие ему на долю. Арсений Александрович тяжело переживал разлуку с сыном. Смерть Андрея 29 декабря 1986 года явилась для отца неожиданным и страшным ударом. Болезнь Арсения Александровича стала стремительно прогрессировать.
Усилиями Секретариата Союза кинематографистов СССР имя Андрея Тарковского начало возвращаться на родину. Это сняло опалу и с отца. В связи с восьмидесятилетием Арсений Александрович был награждён в 1987 году орденом Трудового Красного Знамени. В том же году вышли сборники Тарковского, «От юности до старости» (изд. «Советский писатель») и «Быть самим собой» (изд. «Советская Россия»), в подготовке к изданию которых он сам уже не участвовал из-за тяжёлого физического состояния.
Последние годы жизни Арсений Тарковский провёл в Доме ветеранов кино. К ноябрю 1988 года его состояние настолько ухудшилось, что он был направлен на лечение в Центральную клиническую больницу. В начале ноября того же года Тарковский был награждён орденом Отечественной войны I степени.
Вышедшая в апреле 1989 года книга «Звёзды над Арагацем» (Ереван, изд. «Советакан Грох») была последним прижизненным изданием поэта.
Арсений Александрович скончался в больнице вечером 27 мая 1989 года. Прощание с поэтом прошло в Большом зале Центрального дома Литераторов. Похороны состоялись 1 июня на кладбище в Переделкине после отпевания, которое совершил митрополит Минский Филарет, в храме Преображения Господня.
В ноябре 1989 года Постановлением Правительства СССР Арсению Тарковскому была посмертно присуждена Государственная премия СССР за книгу «От юности до старости».
В 1993 году по инициативе петербургского издателя Вадима Назарова был выпущен сборник «Благословенный свет» с предисловием Юрия Кублановского и хроникой жизни и творчества поэта (в качестве составителя выступила Марина Арсеньевна Тарковская).

## Семья
- Первая жена (1928–1940) — Мария Ивановна Тарковская-Вишнякова (5 ноября 1907 — 5 октября 1979)
  - Дети от первого брака:
    - Андрей Арсеньевич Тарковский (4 апреля 1932 — 29 декабря 1986) — кинорежиссёр, сценарист.
    - Марина Арсеньевна Тарковская (3 октября 1934 — 11 июня 2024) — искусствовед, автор мемуаров.
- Вторая жена (1940–1950) — Антонина Александровна Бохонова (1905 — 22 марта 1951)
- Третья жена (1951–1989) — Татьяна Алексеевна Озерская (25 ноября 1907 — 1991)

## Память
4 апреля 2007 года был выпущен почтовый блок России, посвящённый Арсению Тарковскому и Андрею Тарковскому (ЦФА [АО «Марка»] № 1171—1172). В блоке — две марки с их портретами и годами жизни. На полях блока приведена цитата из стихотворения Арсения Тарковского «И это снилось мне, и это снится мне…» (1974): «Не надо мне числа: // Я был, и есть, и буду».
В феврале 2008 года было объявлено, что в Москве, по адресу 1-й Щипковский переулок, дом 26 (где семья поэта жила в 1934—1962 годах), к 2011 году будет открыт музей Арсения и Андрея Тарковских. В итоге (2017 год) проект так и не был реализован.
20 июня 2010 стало известно, что в Кропивницком планируют установить памятник Арсению Тарковскому. Финансирование установки памятника будет обеспечено на государственном уровне украинской и российской сторонами. Автором памятника будет местный архитектор Виталий Кривенко. В рамках украинской декоммунизации именем Арсения Тарковского была переименована бывшая улица Володарского в Кропивницком.
Именем Арсения Тарковского названа улица в ДСК «Мичуринец».

## Премии
- Государственная премия Каракалпакской АССР (1967)
- Государственная премия Туркменской ССР (1971)
- Государственная премия СССР (1989) за книгу «От юности до старости» (посмертно)

### Прижизненные сборники
- Повесть о прекрасной Гулаим, батыре Арыслане и сестре его Алтынай, о бае Аллаяре и пастухе Журыне, о шахе Надире и хане Суртайше: Для среднего и старш. возраста. / [Грав. на дереве В. Носко]. — М.: Детгиз, 1958. — 190 с.: ил.
- Перед снегом: Стихи. — М.: Советский писатель, 1962. — 142 с.
- Повесть о прекрасной Гулаим, батыре Арыслане и сестре его Алтынай, о бае Аллаяре и пастухе Журыне, о шахе Надире и хане Суртайше. [Грав. на дереве В. Носко]. — 2-е изд. — М.: Детская литература, 1965. — 190 с.: ил. (Школьная б-ка. Для восьмилетней школы)
- Земле — земное. — М.: Советский писатель, 1966. — 175 с., портр.; (Вторая книга стихов)
- Вестник: Стихи. — М.: Советский писатель, 1969. — 291 с.: портр.
- Стихотворения. — М.: Художественная литература, 1974
- Волшебные горы: Стихи и переводы с грузинского. — [Предисл. М. Синельникова]. — Тбилиси: Мерани, 1978. — 283 с.; 15 000 экз.
- Зимний день. — М.: Советский писатель, 1980. — 95 с.: портр.
- Избранное: Стихотворения. Поэмы. Переводы (1929—1979); [Вступит. статья С. Чупринина]. — М.: Художественная литература, 1982. — 736 с.: портр. В пер. [Наиболее полное прижизненное собрание стихотворений и переводов]
- Стихи разных лет: Стихи.; [Худож. К. Авдеев]. — М.: Современник, 1983—206 с.: ил.
- От юности до старости: Стихи. — М.: Советский писатель, 1987. — 112 с. — 50 000 экз. [Государственная премия СССР (1989)]
- Быть самим собой: Стихи. — М.: Советская Россия, 1987. — 252 с., портр.; В пер.
- Звезды над Арагацем: Стихи и переводы с армянского; [Предисл. А. Истогиной; Худож. Д. Гаспарян]. — Ереван: Советакан грох, 1988. — 236 с., портр.: ил.; в пер. — 5 000 экз.; ISBN 5-550-00114-4

### Издания
Выборочно:
- Благословенный свет: Стихотворения. / Сост. и послесл. М. Тарковской; Предисл. Ю. Кублановского. — СПб.: Северо-Запад, 1993. — 367 с.: портр. В пер. (1000 лет русской литературы. Библиотека русской классической литературы. XX век) ISBN 5-8352-0265-2
- Стихи тех лет. — М.: Славистика, 1994. — 30 с.; 99 экз.; ISBN 5-280-02326
- Белый день: Стихи. — М.: ЭКСМО-пресс: Яуза, 1997. — 382 с.: ил.; В пер. (Домашняя библиотека поэзии. ДБП) ISBN 5-04-000066-9
- Стихотворения и поэмы. — М.: Профиздат, 1997. — 383 с.: портр. (Поэзия XX в.) ISBN 5-255-01311-0
- Стихотворения и поэмы. — М.: Профиздат, 2000. — 383 с.: портр.; (Поэзия XX века) ISBN 5-255-01311-0
- Собеседник: Стихотворения разных лет. — М.: Эксмо, 2003 (ГУП ИПК Ульян. Дом печати). — 382 с.: ил., портр.; В пер. (Золотая серия поэзии) ISBN 5-699-04890-1
- Вот и лето прошло: Стихотворения. — М.: Эксмо, 2004 (ГУП ИПК Ульян. Дом печати). — 350 с.: портр.; В пер. (Самое лучшее, самое любимое) ISBN 5-699-07648-4
- Вот и лето прошло: Стихотворения. — М.: Эксмо, 2008. — 350 с.: ил., портр.; В пер. (Самое лучшее, самое любимое) ISBN 978-5-699-07648-2
- Звёздный каталог: Стихотворения. — М.: Эксмо, 2008. — 349 с.: портр.; В пер. (Поэтическая библиотека) ISBN 978-5-699-25272-5
- Благословенный свет: Стихотворения. — СПб.: Азбука-классика, 2008. — 334 с.; (Азбука-классика) ISBN 978-5-91181-839-5
- Судьба моя сгорела между строк. — М.: Эксмо, 2009. — 399 с.: ил., портр.; в пер. — ISBN 978-5-699-34021-7
- Книга травы. — М.: Комсомольская правда; СПб.: Амфора, 2012. — 239 с.: ил.; (Великие поэты) ISBN 978-5-87107-289-9
- Благословенный свет: Стихотворения. — СПб.: Азбука, 2012. — 334 с.; (Азбука-классика) ISBN 978-5-389-03146-3
- Благословенный свет: Стихотворения. — СПб.: Азбука, 2013. — 334 с.; (Азбука-классика) ISBN 978-5-389-03146-3
- Благословенный свет: Стихотворения. — СПб.: Азбука, 2015. — 334 с.; 2000 экз.; (Азбука-классика) ISBN 978-5-389-03146-3
- Стихотворения; Поэмы. — М.: Э, 2017. — 542 с., [10] л. ил., портр., цв. ил. — 3 000 экз. (Библиотека классической литературы) ISBN 978-5-699-95647-0

### Собрания сочинений
- Собрание сочинений в 3 т. / сост. Т. Озерской-Тарковской; примеч. А. Лаврина. — М.: Художественная литература, 1991—1993:
  - Том 1. Стихотворения — 1991. — 464 с., ил.; 50 000 экз.; ISBN 5-280-02324-8
  - Том 2. Поэмы. Стихотворения разных лет. Проза — 1991. — 272 с., ил., цв. ил.; 50 000 экз.; ISBN 5-280-02326-4
  - Том 3. Переводы — 1993. — 464 с., ил; 20 000 экз.; ISBN 5-280-02065-6

- Серия «Тарковские. Из наследия» ГМИРЛИ им. В. И. Даля:
  - Стихотворения и поэмы / Вступ. ст. В. П. Филимонова; сост., подготовка текстов и коммент. М. А. Тарковской и В. А. Амирханяна; отв. ред. Д. П. Бак. — М.: Литературный музей, 2015 (2-е изд., испр.: 2021). — 512 стр. ISBN 978-5-9907409-0-7
  - Стихотворения разных лет. Статьи, заметки, интервью / Вступ. ст. М. И. Синельникова; сост., подготовка текстов и коммент. М. А. Тарковской и В. А. Амирханяна; отв. ред. Д. П. Бак. — М.: Литературный музей, 2017. — 606 с. — 2000 экз. ISBN 978-5-9907409-9-0
  - Проза. Письма / Вступ. ст. Н. А. Резниченко; сост., подготовка текстов и коммент. М. А. Тарковской и В. А. Амирханяна; отв. ред. Д. П. Бак. — М.: Литературный музей, 2021. — 896 с. ISBN 978-5-6045233-9-1

### Переводы
Выборочно:
- Поэты Азербайджана: Сборник стихов. / Пер. А. Тарковского, А. Штейнберга. — М.: Гослитиздат, 1935 (17 ф-ка нац. книги треста «Полиграфкнига»). — Обл., 101 с.
- Микаэль Гасан оглы Рафили Песни о городах: Стихи; Пер. с тюрк. Арсения Тарковского. — М.: Гослитиздат, 1936 (тип. треста «Полиграфкнига») — 87 с.
- Поэты Крыма. В переводах с татарского Бориса Брика и Арсения Тарковского. — М.: Гослитиздат, 1937. — 101 с.
- Поэты Чечено-Ингушетии: Сборник стихов. В переводе Арсения Тарковского. — Грозный: Чечинггосиздат, 1939. — 120 с.
- Кемине. Собрание песен и стихов. М., 1940
- Радуле Стийенский Спужская крепость: поэма в 6 песнях; пер. с серб. Арсения Тарковского. — М.: Молодая гвардия, 1944. — 64 с.
- Стийенский Р. Зелёный меч. М.-Л., 1945
- Расул Рза Ленин: Поэма. [Пер. А. Тарковский]. — Баку: Азернешр, 1950. — 169 с.
- Сорок девушек: (Кырк кыз): Каракалпак. народная поэма: Записана со слов сказителя Курбанбая Тажибаева / В переложении А. Тарковского; [Послесл. Н. Давкараева]; [Ил.: В. Кайдалов]. — М.: Гослитиздат, 1951. — 379 с., ил.
- Кемине Стихи; Пер. с туркм. А. Тарковский; [Декада туркм. литературы и искусства]. — Ашхабад: Туркменгосиздат, 1952. — 79 с.
- Аман Кекилов Золотые сети: Сказки в стихах: Для детей. / Пер. с туркм. А. Тарковского. — Ашхабад: Туркменгосиздат, 1955. — 55 с.
- Аман Кекилов Пастух и падишах: Сказка в стихах: [Для младш. школьного возраста] / Пер. с туркм. А. Тарковского; [Ил.: С. Куприянов]. — М.: Детгиз, 1955. — 40 с.: ил.
- Атакопек Мергенов Джерен: Повесть в стихах. [Пер. с туркм. А. Тарковского]. — Ашхабад: Туркменгосиздат, 1955. — 12 с.: ил.
- Таджибаев К. Сорок девушек. М., ГИХЛ, 1956
- Молланепес Зохре и Тахир: [Дестан]; В переводе с туркм. Т. Озерской и А. Тарковского; [Вступ. статья А. Кекилова]. — Ашхабад: Туркменгосиздат, 1956. — 185 с.
- Ованес Шираз Сиаманто и Хаджезаре: Поэма-сказка: [Для старш. возраста] / Пер. с арм. А. Тарковского; Рис. Г. Ханджяна. . — М.: Детгиз, 1956. — 54 с.: ил.
- Радуле Стийенский Волшебные гусли: Сказки в стихах: Для сред. возраста. / Авториз. пер. с серб. А. Тарковского. —Л.: Детгиз. Ленингр. отд-ние, 1957. — 272 с., 1 л. портр.
- Курманбек: Героическая поэма / Пер. с киргиз. А. Тарковского. — Фрунзе: Киргизучпедгиз, 1961. — 149 с.
- Кемине. Стихотворения. — Пер. с туркм. А. Тарковского. — М.: Худож. лит., 1968. — 86 с.
- Абу-ль-Аля аль-Маарри Стихотворения. М., 1971
- Аткай Сотау и Рашия: Поэма / Авториз. пер. с кумык. А. Тарковского; [Ил.: А. И. Ременник]. — М.: Сов. писатель, 1971. — 88 с.: ил.
- Илья Чавчавадзе Несколько картин или случай из жизни разбойника: Поэма. — Пер. с груз. Арсения Тарковского. — Тбилиси: Мерани, 1975. — 37 с.: ил.
- Абу-ль-Аля аль-Маарри Стихотворения. / Пер. А. Тарковского — М., Художественная литература, 1979.
- Курбанбай Тажибаев Сорок девушек. Кырк кыз: Каракалп. народная поэма / Записана со слов сказителя Курбанбая Тажибаева; В переложении А. Тарковского. — Переизд. — Нукус: Каракалпакстан, 1983. — 358 с.: цв. ил.
- Поэзия народов Кавказа в переводах Арсения Тарковского / [Сост.: В. Амирханян]. — М.: Дедалус, 2002. — 287 с.; ISBN 5-93154-004-0

### В переводах на другие языки

#### Переводы нагреческий язык
- Ταρκόφσκι, Αρσένι. Ποιήματα [Тарковский, Арсений. Стихи : пер. на греч. Д. Триантафиллидиса]. — Афины: Samizdat, 2022. — ISBN 978-618-5220-65-5

## Фильмы, в которых звучат стихи А. А. Тарковского
- «Зеркало» — звучат стихи в исполнении автора.
- «Ностальгия» — стихотворение «Меркнет зрение — сила моя» читает Олег Янковский.
- «Посредине мира» — звучат стихи в исполнении автора.
- «Сталкер» — стихотворение «Вот и лето прошло» читает Александр Кайдановский.
- «Малютка жизнь» — автор с экрана читает свои стихи.
- «По законам военного времени» (сериал, 2 сезон 8 серия) — стихотворение «Близость войны» читает Екатерина Климова.

## Музыка
- Группы «Браво» и «Круиз» исполняли песню «Звёздный каталог» на стихи А. Тарковского.
- София Ротару — «Только этого мало» на стихи А. Тарковского.
- Елена Фролова написала много песен на стихи Арсения Тарковского.
- Песню «Кузнечики» на стихи А. Тарковского написал Сергей Никитин. Её исполняет Елена Камбурова.
- Александр Карпенко написал несколько песен на стихи Арсения Тарковского.
- Рок-группа «Диалог» — «Эвридика», «Сверчок», «Под прямым углом», «Стань самим собой», «Я пытался разобраться сам», «Флейта», «Ночной дождь», «Рыбак», «Верблюд», «Дом напротив», «Пускай меня простит Винсент Ван-Гог», а также сюита «Посредине мира» на стихи А. Тарковского.
- Регги-группа «Jah Division» — «Стол накрыт» на стихи А. Тарковского.
- Вадим и Валерий Мищуки — песня «Ночной дождь»
- The Revolutionary Army of the Infant Jesus — Nostalgia
- Pier Bucci & B.A.D. — Poem [Maruca] Стих «Жизнь, жизнь»
- Jay Jay Pistolet — Can’t Let Go
- Группа «Darkwood» — «Aftermath» на стих А. Тарковского «Вот и лето прошло»
- Группа Стаса Намина «Цветы» — песня «Зуммер»[24]
- Ольга Братчина. Архивировано из оригинала 19 февраля 2015 года. — «Да будет мир благословен», «Спасибо скажу», «Домик»

Фрагмент из стихотворения «С утра я тебя дожидался вчера…»
- Группа «Chante Ista» — Стих «Жизнь, Жизнь»
- Группа «Despot» (Бразилия, блэк метал) сингл «Artifact», звучат строчки «Вот и лето прошло»
- АЛ-90, FMSAO — VCHERA — звучит стихотворение «С утра я тебя дожидался вчера…»

## Книги, в которых использованы стихи А. А. Тарковского
- стихотворение «Я так давно родился…» было использовано в повести Зеленые воды Ишмы из цикла Наваждения Макса Фрая
- стихотворение «Дерево Жанны» было использовано в повести Мастер Ветров и Закатов из цикла Сновидения Ехо Макса Фрая